# Karancskeszi, Nógrád
Karancskeszi  este un sat în districtul Salgótarján, județul Nógrád, Ungaria, având o populație de 1.943 de locuitori (2011). 

## Demografie
Componența etnică a satului Karancskeszi
     Maghiari (84,82%)
     Romi (13,99%)
     Necunoscut (0,25%)
     Alții (0,94%)
Componența confesională a satului Karancskeszi
     Romano-catolici (58,83%)
     Fără religie (13,18%)
     Reformați (1,13%)
     Necunoscută (25,53%)
     Alte religii (2,47%)
Conform recensământului din 2011, satul Karancskeszi avea 1.943 de locuitori. Din punct de vedere etnic, majoritatea locuitorilor (84,82%) erau maghiari, cu o minoritate de romi (13,99%). Apartenența etnică nu este cunoscută în cazul a 0,25% din locuitori.  Din punct de vedere confesional, majoritatea locuitorilor (58,83%) erau romano-catolici, existând și minorități de persoane fără religie (13,18%) și reformați (1,13%). Pentru 25,53% din locuitori nu este cunoscută apartenența confesională.